# Vilatorrés
Vila Torrés (en francès Villetoureix) és un municipi francès situat al departament de la Dordonya i a la regió de la Nova Aquitània.

## Demografia
| 1962                                       | 1968 | 1975 | 1982 | 1990 | 1999 | 2007 |
| ------------------------------------------ | ---- | ---- | ---- | ---- | ---- | ---- |
| 705                                        | 677  | 728  | 750  | 779  | 762  | 857  |
| Des de 1962: població sense dobles comptes |      |      |      |      |      |      |

## Administració
| Període   | Identitat      | Partit        |
| --------- | -------------- | ------------- |
| 1995-2008 | Claude Laprade | PCF           |
| 2008-     | Rolland Torres | Divers gauche |